# Stockholm Open 2016
Lo Stockholm Open 2016 è stato un torneo di tennis che si è giocato su campi in cemento al coperto. È stata la 48ª edizione dello Stockholm Open che fa parte della categoria ATP Tour 250 nell'ambito dell'ATP World Tour 2016. Gli incontri si sono svolti al Kungliga tennishallen di Stoccolma, in Svezia, dal 17 al 23 ottobre 2016.

## Partecipanti

### Teste di serie
| Nazionalità | Giocatore        | Ranking* | Testa di serie |
| ----------- | ---------------- | -------- | -------------- |
| Francia     | Gaël Monfils     | 8        | 1              |
| Bulgaria    | Grigor Dimitrov  | 18       | 2              |
| Croazia     | Ivo Karlović     | 20       | 3              |
| Germania    | Alexander Zverev | 21       | 4              |
| Stati Uniti | Steve Johnson    | 24       | 5              |
| Stati Uniti | Jack Sock        | 25       | 6              |
| Stati Uniti | John Isner       | 26       | 7              |
| Cipro       | Marcos Baghdatis | 36       | 8              |

* Ranking al 10 ottobre 2016.

### Altri partecipanti
I seguenti giocatori hanno ricevuto una wild card per il tabellone principale:
- Juan Martín del Potro
- Elias Ymer
- Mikael Ymer

I seguenti giocatori sono passati dalle qualificazioni:

- Ryan Harrison
- Tobias Kamke
- Adam Pavlásek
- Jürgen Zopp

## Campioni

### Singolare
Juan Martín del Potro ha sconfitto in finale  Jack Sock con il punteggio di 7–5, 6–1.
- È il diciannovesimo titolo in carriera per del Potro, primo titolo dal 2014.

### Doppio
Elias Ymer /  Mikael Ymer hanno sconfitto in finale  Mate Pavić /  Michael Venus con il punteggio di 6–1, 6–1.